# Гуче Село
45°28′ пн. ш. 14°49′ сх. д. / 45.46° пн. ш. 14.81° сх. д.
Гуче Село (хорв. Guče Selo) — населений пункт у Хорватії, у Приморсько-Горанській жупанії у складі міста Делниці.

## Населення
Населення за даними перепису 2011 року становило 27 осіб.
Динаміка чисельності населення поселення:

## Клімат
Середня річна температура становить 8,07 °C, середня максимальна – 20,70 °C, а середня мінімальна – -5,42 °C. Середня річна кількість опадів – 1485 мм.
| Клімат поселення                              | Клімат поселення | Клімат поселення | Клімат поселення | Клімат поселення | Клімат поселення | Клімат поселення | Клімат поселення | Клімат поселення | Клімат поселення | Клімат поселення | Клімат поселення | Клімат поселення | Клімат поселення |
| Показник                                      | Січ.             | Лют.             | Бер.             | Квіт.            | Трав.            | Черв.            | Лип.             | Серп.            | Вер.             | Жовт.            | Лист.            | Груд.            |                  |
| Середній максимум, °C                         | 5,22             | 5,76             | 8,32             | 12,23            | 17,01            | 20,38            | 20,70            | 20,32            | 16,56            | 12,53            | 7,41             | 4,11             |                  |
| Середня температура, °C                       | −0,09            | 0,44             | 3,02             | 6,90             | 11,70            | 15,06            | 17,07            | 16,69            | 12,94            | 8,88             | 3,77             | 0,49             |                  |
| Середній мінімум, °C                          | −5,42            | −4,86            | −2,3             | 1,61             | 6,38             | 9,75             | 13,43            | 13,04            | 9,30             | 5,26             | 0,13             | −3,14            |                  |
| Норма опадів, мм                              | 92               | 93               | 110              | 124              | 109              | 132              | 100              | 117              | 138              | 167              | 173              | 130              |                  |
| Середньомісячна швидкість вітру, м/с          | 2.36             | 2.54             | 2.74             | 2.61             | 2.44             | 2.29             | 2.16             | 2.19             | 2.16             | 2.34             | 2.54             | 2.53             |                  |
| Середньомісячна сонячна радіація, кДж/м²·день | 4210             | 7019             | 10293            | 14553            | 18707            | 20249            | 21641            | 18212            | 13412            | 8715             | 4602             | 3484             |                  |
| --------------------------------------------- | ---------------- | ---------------- | ---------------- | ---------------- | ---------------- | ---------------- | ---------------- | ---------------- | ---------------- | ---------------- | ---------------- | ---------------- | ---------------- |
| Джерело:                                      |                  |                  |                  |                  |                  |                  |                  |                  |                  |                  |                  |                  |                  |